# Babylon Berlin
Babylon Berlin ist eine deutsche Kriminal-Fernsehserie, die seit 2017 von X Filme Creative Pool in Koproduktion mit ARD Degeto, Sky und Beta Film produziert wird. Regie führen Tom Tykwer, Achim von Borries und Henk Handloegten.
Hauptdarsteller sind Volker Bruch in der Rolle des Kommissars Gereon Rath und Liv Lisa Fries als Charlotte „Lotte“ Ritter, die ebenfalls bei der Polizei arbeitet. Die Drehbücher der ersten beiden Staffeln basieren frei auf Volker Kutschers Kriminalroman Der nasse Fisch, der im Berlin der Weimarer Republik spielt.
Die Serie war zunächst auf 16 Folgen von jeweils rund 45 Minuten in zwei Staffeln angelegt und ist mit einem Budget von knapp 40 Millionen Euro die bislang teuerste deutsche Fernsehproduktion und teuerste nicht-englischsprachige Serie.
Nach der Erstausstrahlung bei Sky 1 im Herbst 2017 lief Babylon Berlin ab dem 30. September 2018 in Deutschland im Ersten, in Österreich auf ORF eins und in der Schweiz auf SRF zwei. Die Serie wurde auch von HBO übernommen.
Die dritte Staffel mit zwölf Folgen wurde im Mai 2019 nach 120 Drehtagen abgedreht, wobei als Vorlage der zweite Gereon-Rath-Roman Der stumme Tod diente.
Die Erstausstrahlung begann auf Sky am 24. Januar 2020, im Ersten wurde sie ab dem 11. Oktober 2020 gesendet. Die Ausstrahlungsrechte für die dritte Staffel wurden bereits vor Ende der Dreharbeiten in mehr als 35 Länder verkauft.
Die vierte Staffel wurde 2021 gedreht und beruht auf dem dritten Gereon-Rath-Roman Goldstein. Sie umfasst erneut zwölf Episoden und wurde ab Oktober 2022 auf Sky ausgestrahlt. Das Erste begann die Ausstrahlung im Oktober 2023.
Sky Deutschland gab bekannt, keine weiteren fiktionalen Serien wie Babylon Berlin mehr produzieren zu wollen. ARD Degeto beauftragte die Entwicklung und Produktion der fünften und letzten Staffel ohne Beteiligung von Sky. Der Drehstart war ursprünglich für Oktober 2024 geplant und fand schließlich im Februar 2025 statt und endete im April 2025. Die Ausstrahlung ist für den Sommer 2026 geplant.

## Handlung
Für eine detailliertere Übersicht der einzelnen Entwicklungslinien siehe Babylon Berlin/Handlungsstränge. Für historische Vorbilder einzelner Figuren siehe Besetzung, Rollen und historische Vorbilder.

### Staffel 1
Die Serie spielt im Berlin des Jahres 1929, als sich wegen der zunehmenden wirtschaftlichen Probleme sowie des daraus resultierenden Erstarkens und der wieder zunehmenden Radikalisierung der extrem rechten und linken Organisationen bereits das Scheitern der Weimarer Republik abzeichnet. Die Protagonisten sind Kommissar Gereon Rath, der von Köln nach Berlin kommt, um im Rahmen eines Erpressungsfalls zu ermitteln, und Charlotte Ritter, eine junge Stenotypistin.
Rath leidet wie viele Veteranen in dieser Zeit unter der posttraumatischen Belastungsstörung des Kriegszitterns, die eine Nachwirkung seines Einsatzes an der Siegfriedstellung im Ersten Weltkrieg ist. Im Berliner Polizeipräsidium lernt Rath Charlotte Ritter kennen und beginnt zusammen mit ihr und dem Berliner Kollegen Bruno Wolter seine Ermittlungen, wobei er mit Drogen, Politik, Mord und Extremismus in Berührung kommt.
Einer der Schauplätze ist das Moka Efti, ein großer Nachtclub in Berlin, in dem Charlotte Ritter illegal als Prostituierte arbeitet, wobei Bruno Wolter einer ihrer Kunden ist. Raths Untersuchungen gehen bald über das ursprüngliche sittenpolizeiliche Umfeld hinaus und befassen sich mit den gewalttätigen Auseinandersetzungen zwischen Trotzkisten und Stalinisten, dem illegalen Waffenhandel und den Unruhen des Blutmai.

### Staffel 2
Kommissar Rath wird von der Sitten- in die Kriminalpolizei unter Ernst Gennat versetzt, um von dort mithilfe von Charlotte Ritter und Stephan Jänicke die Arbeit des republiktreuen Berliner Leiters der Preußischen Geheimpolizei, August Benda, zu unterstützen. Benda versucht, verfassungsfeindliche Tätigkeiten ranghoher Angehöriger der Schwarzen Reichswehr zu beweisen und damit rechtsnationale Staatsstreiche zu verhindern.
Bald ergibt sich, dass der frühere Kollege Bruno Wolter in die Schwarze Reichswehr involviert ist, weswegen er heimlich, aber entschieden gegen die Ermittlungen Raths und Bendas vorgeht und Jänicke sogar ermordet. Trotz zahlreicher Beweise werden die bereits festgenommenen Putschisten der Schwarzen Reichswehr durch Reichspräsident Paul von Hindenburg freigelassen und die Arbeit Bendas damit zunichtegemacht. Benda wird durch eine Schreibtischbombe in seinem Wohnhaus ermordet.
Greta, eine Freundin Charlotte Ritters, die als Hausmädchen im Hause Benda arbeitet, war daran beteiligt, nachdem sie durch angeblich kommunistische Freunde, die in Wirklichkeit Nationalsozialisten sind, getäuscht wurde, und wird als Haupttäterin beschuldigt. In einem Zweikampf mit Rath, der Bendas Arbeit weiterzuführen versucht, wird Bruno Wolter getötet. Rath wird am Ende der Staffel in eine neue Position in der Berliner Polizei befördert, während Charlotte Ritter endlich die Stelle einer hauptamtlichen Kriminalassistentin der Preußischen Geheimpolizei erhält.

### Staffel 3

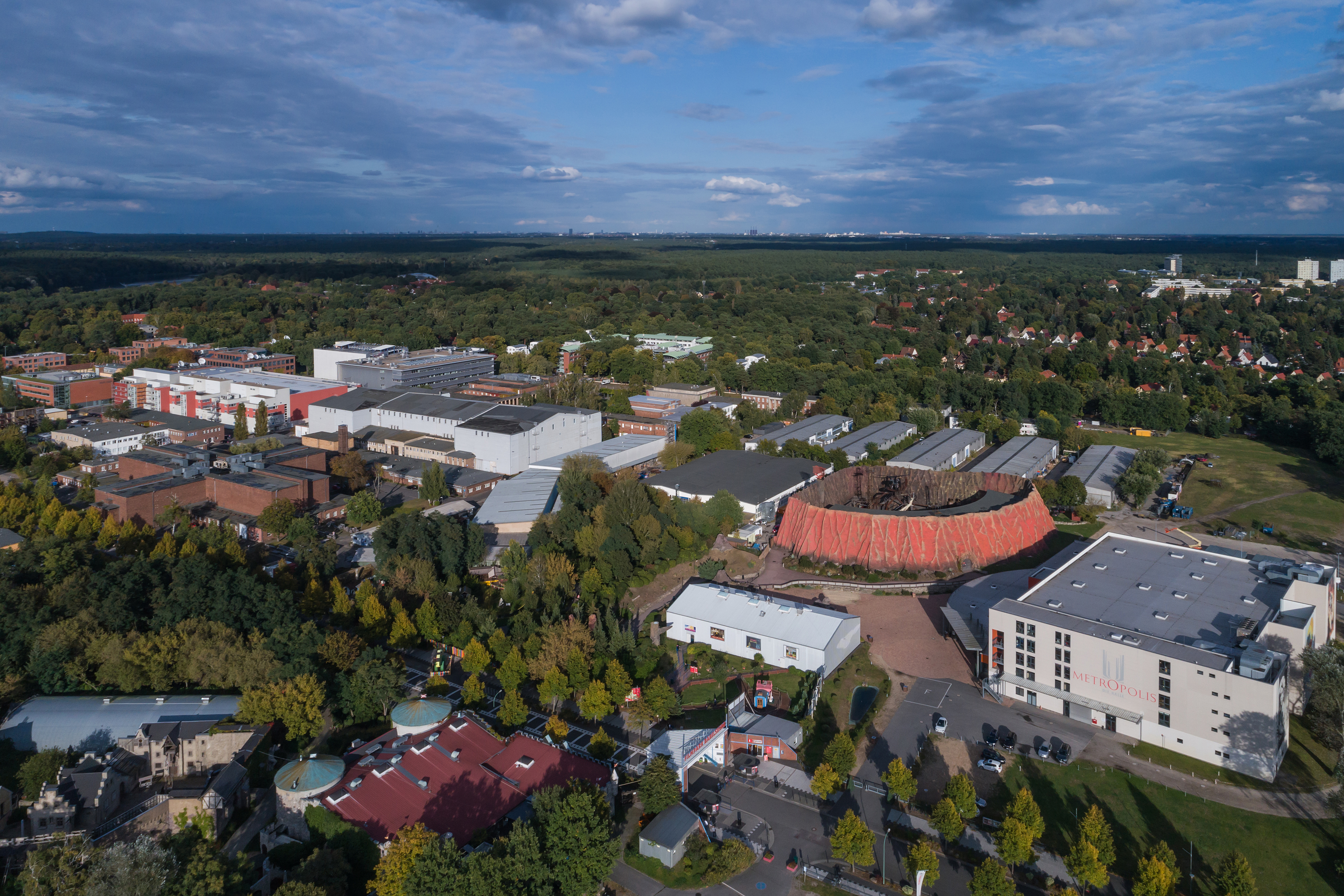
Luftbild der Filmstudios Babelsberg (2017).

In der dritten Staffel werden Kriminalkommissar Rath und seine Kollegen mit einer Mordserie während der Dreharbeiten zu einem Revuefilm in den Filmstudios Babelsberg konfrontiert. Die erste Hauptdarstellerin Betty Winter wird bei den Filmaufnahmen durch einen herabstürzenden Scheinwerfer getötet und auch zwei ihrer Nachfolgerinnen werden später im Studio ermordet. „Der Armenier“ hat zwei Millionen Mark in diesen Film investiert und ist sehr daran interessiert, dass die Dreharbeiten fortgeführt werden. Die Ehefrau des Armeniers springt als Ideengeberin und Schauspielerin ein.
Am Ende stellt sich heraus, dass Ullrich, der Chef des polizeilichen Erkennungsdienstes, aus gekränkter Eitelkeit die Ermittlungen manipuliert hat und sogar die zwei späteren Morde beauftragt hatte. Als Charlotte ihm auf die Spur kommt, versucht Ullrich, Rath und Ritter zu töten, und nimmt den Kripochef Gennat als Geisel, wird aber überwältigt.
Greta Overbeck wird durch Oberst Wendt dazu gezwungen, vor Gericht ihre Aussage, dass sie von ihren vermeintlichen Freunden hereingelegt wurde, zurückzuziehen. Sie wird zum Tode verurteilt und als Benda-Attentäterin hingerichtet, bevor Charlotte Ritter und der Rechtsanwalt Hans Litten die bereits erwirkte Aufschiebung der Vollstreckung übermitteln können.
Oberst Wendt als Drahtzieher des Attentats hat sich damit aller Mitwisser entledigt. Rath kann ihm zunächst nichts nachweisen, es gelingt ihm jedoch, mit Hilfe eines Funkgeräts ein mündliches Geständnis Wendts an seine Kollegen zu übertragen, die es auf eine Schallplatte schneiden. Das Ende der Staffel zeichnet den Beginn des Börsenkrachs von 1929 nach.

### Staffel 4
In der vierten Staffel ermittelt Kriminalkommissar Rath verdeckt in der Sturmabteilung (SA). Parallel gibt es zwei Handlungsstränge um einen verschwundenen Edelstein sowie um die Paralleljustiz der Vereinigung Weiße Hand vor dem Hintergrund der Weltwirtschaftskrise, des Straßenkampfs der Berliner SA und des Stennes-Putsches, der bewaffneten Auseinandersetzungen zwischen den Ringvereinen und der geheimen Aufrüstung der Reichswehr während der Kanzlerschaft Heinrich Brünings. Diese Staffel spielt in den Jahren 1930 und 1931.

## Produktion

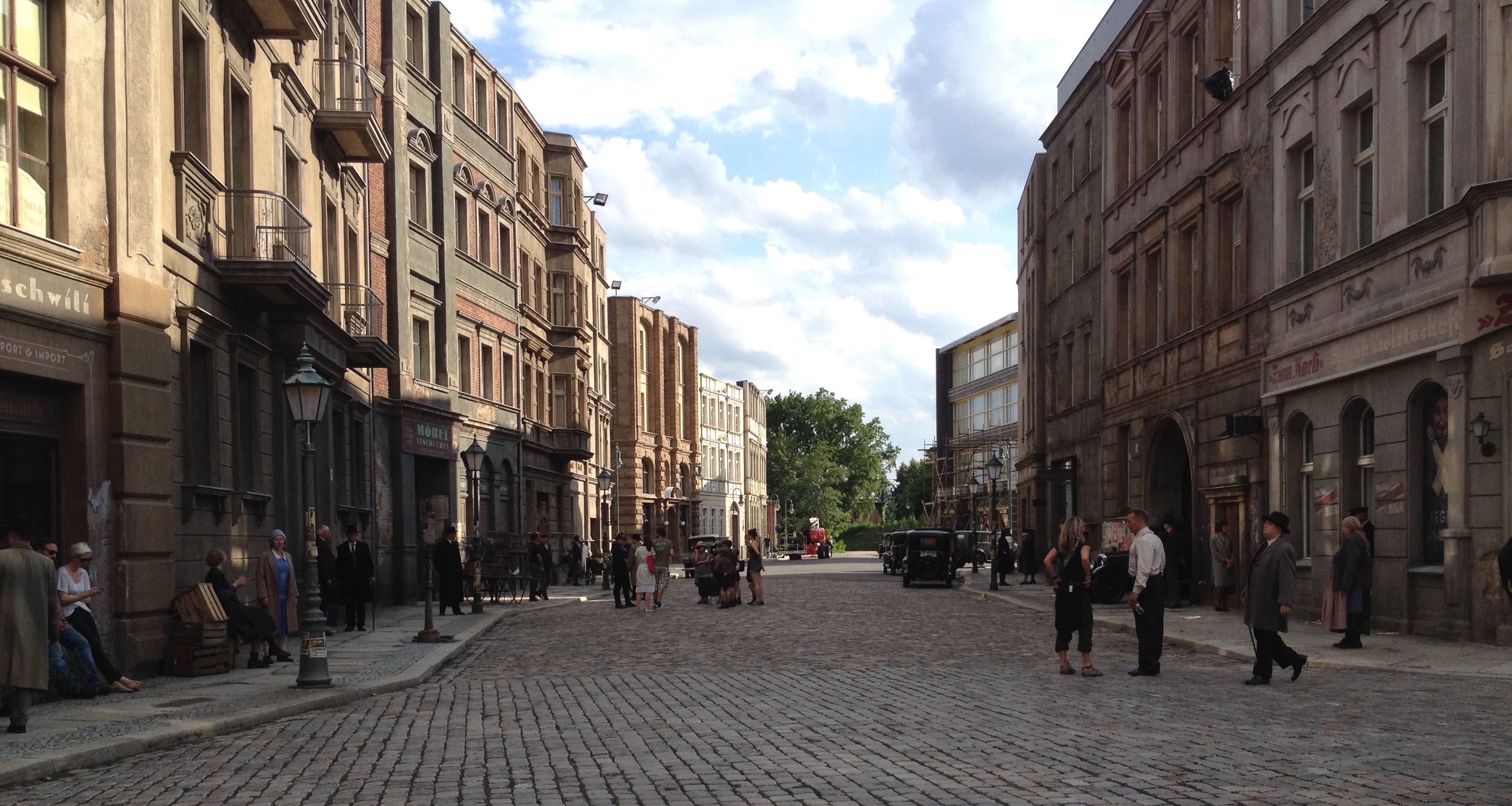
Dreharbeiten zu Babylon Berlin in Potsdam-Babelsberg

### Entstehungsgeschichte
Babylon Berlin ist eine freie Adaption basierend auf den Kriminalromanen von Volker Kutscher, insbesondere auf Der nasse Fisch. Gereon Raths erster Fall. Die ersten Planungen für die Serie begannen im Oktober 2013, nachdem sich X Filme Creative Pool die Filmrechte an den über eine Million Mal verkauften Romanen bereits 2012 gesichert hatte.
Im Oktober 2014 stießen als Koproduzenten die ARD, Sky Deutschland und Beta Film dazu, wobei Beta Film den Weltvertrieb übernahm.
Für Tykwer ist Babylon Berlin nach der Netflix-Serie Sense8 die zweite Fernsehproduktion. Volker Kutscher sieht die Serie in der Tradition von erfolgreichen US-amerikanischen Serien wie The Sopranos, The Wire, Mad Men, Breaking Bad, Six Feet Under oder Boardwalk Empire, die horizontal erzählte Geschichten ins Fernsehen (und Streaming-Dienste) brachten.

### Finanzierung
Zum ersten Mal wurde in Deutschland eine Serie von der beitragsfinanzierten ARD, dem Pay-TV-Sender Sky, X Filme und Beta Film koproduziert. Sky Deutschland sendete die erste Staffel der Serie vom 13. Oktober bis zum 3. November 2017, etwa ein Jahr vor der Free-TV-Premiere.
Die von der ARD als wegweisend angesehene Finanzierung soll derart aufwendige deutsche Fernsehformate auch zukünftig möglich machen. Die Finanzierung der Serie ist aber keineswegs unumstritten.
Das Budget wurde zuerst auf 25 Millionen Euro für eine Staffel à acht Folgen beziffert. Gleichzeitig mit Bekanntmachung der Hauptdarsteller im Februar 2016 wurde die Planung von zwei Staffeln mit einem Budget von 40 Millionen Euro, bzw. 2,5 Millionen Euro pro Folge (vgl. Tatort-Folge etwa 1,27 Millionen Euro) genannt.
Für die erste Planung einer Staffel sollte der Hauptteil der Finanzierung von X Filme Creative Pool eingebracht werden, der Anteil der ARD wurde mit 9 Millionen Euro beziffert, der von Sky Deutschland mit 4 Millionen Euro.
Das Projekt wird unter anderem vom Medienboard Berlin-Brandenburg, der Filmstiftung und Medienstiftung NRW, dem German Motion Picture Fund und dem Media Programm der Europäischen Union unterstützt.

### Dreharbeiten

#### Staffel 1 und 2
Der geplante Drehbeginn für die erste Staffel war zunächst Mitte 2015. Die komplexe Finanzierung und die benötigte Außenkulisse verzögerten jedoch den Drehbeginn. Schließlich wurde im Februar 2016 bekannt, dass bereits zwei Staffeln geplant und finanziert sind. Am 10. Februar 2016 wurden im Berliner Kino Babylon die Hauptdarsteller öffentlich vorgestellt. Es waren rund 300 Sprechrollen und 200 Drehtage bis zum Ende des Jahres 2016 vorgesehen. Das Casting für rund 5000 Komparsen fand im April 2016 statt. Am 19. Mai 2016 wurden der bereits erfolgte Drehstart sowie weitere Darsteller bekanntgegeben. Aufgrund des engen Drehplans und der Größe der Produktion war die Presse weitgehend von den Dreharbeiten ausgeschlossen.

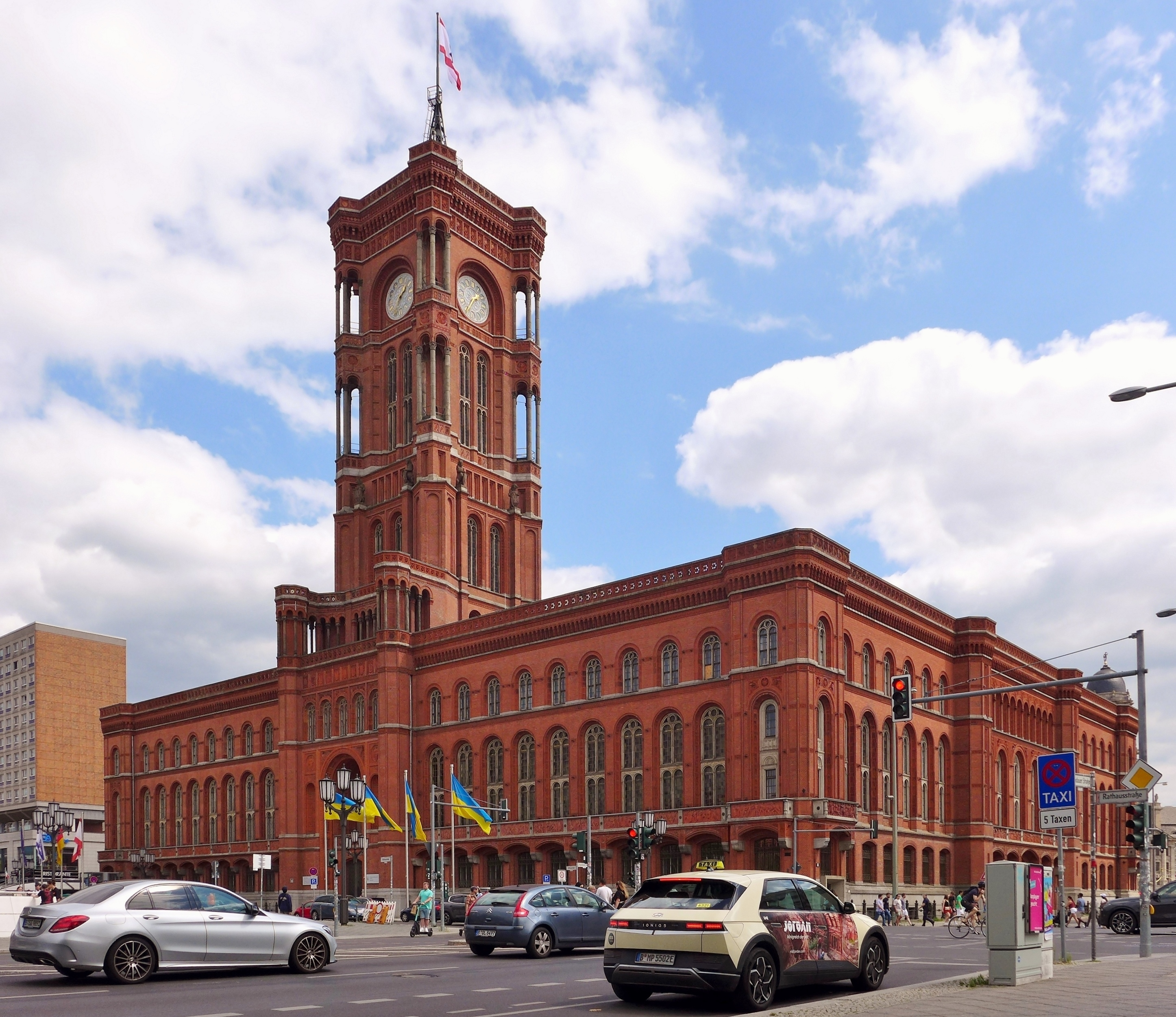
Fassade des Roten Rathauses in Berlin-Mitte, Ansicht von der Spandauer Straße aus gesehen (2024).

Die knapp 300 Drehorte lagen in Berlin und Brandenburg sowie in Nordrhein-Westfalen. Neben den Studioaufnahmen in Ateliers von Studio Babelsberg fanden große Teile der Dreharbeiten in der neuen Außenkulisse „Neue Berliner Straße“ – internationaler Name „Metropolitan Backlot“ – auf dem Gelände des Studios statt. Die Realisierung des TV-Großprojektes hatte den Bau schließlich möglich gemacht, nachdem dieser durch Liquiditätsprobleme im Jahr 2014 zunächst zurückgestellt worden war. Zusätzlich gab es verschiedene Innen- und Außendrehs an Berliner Schauplätzen. Das Rote Rathaus diente beispielsweise als Polizeizentrale „Rote Burg“, am Hermannplatz wurden die blutigen Unruhen vom 1. Mai 1929 dargestellt. Zahlreiche Innenaufnahmen erfolgten im Rathaus Schöneberg, nämlich die dortige Haupteingangshalle mit Treppen als Eingangsbereich der „Roten Burg“ und Szenen mit Paternosteraufzug, im Preußischen Landtag – dem Abgeordnetenhaus von Berlin – und auf dem U-Bahnhof Hermannplatz.
Weitere Drehorte waren das Kino Delphi in Weißensee für das Moka Efti, das Theater am Schiffbauerdamm, die Kleine Nachtrevue, das Schloss Hubertushöhe, das Korporationshaus des KStV Askania-Burgundia als Villa Benda, die Immanuelkirche in Prenzlauer Berg, das Rheinische Industriebahn-Museum als Anhalter Güterbahnhof, der Landschaftspark Duisburg-Nord, die Villa Adlon am Lehnitzsee und Schloss Drachenburg.
Am Sonntag, dem 19. Juni 2016, wurde der Alexanderplatz komplett für die Dreharbeiten gesperrt. Nach Angaben des Regisseurs Tykwer ging man davon aus, dass die dortigen von Peter Behrens geplanten Bauten Berolinahaus und Alexanderhaus zum Zeitpunkt der Spielhandlung bereits bestanden. Deren Bau begann allerdings erst 1929 bzw. 1930 und war 1932 vollendet.

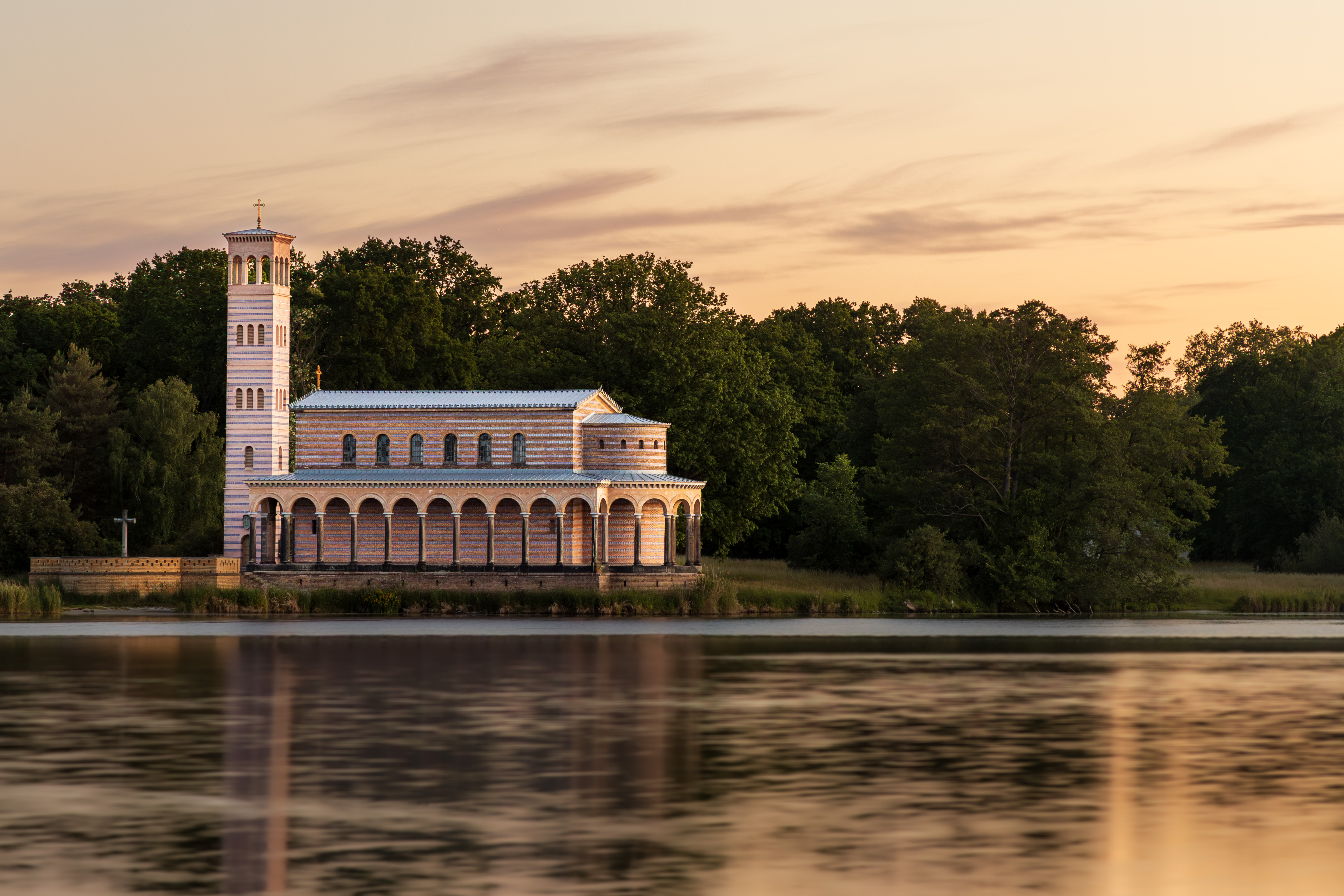
Die im Film als Kulisse verwendete Heilandskirche am Port von Sacrow (2023)

Ungefähr 30 Filmmotive, wie Gänge, Foyers, leere Büroräume und Keller, lieferte der klassizistische Gebäudekomplex der Deutschen Bank an der Mauerstraße, der 2016 wegen Renovierungsarbeiten leer stand. Hier entstanden sämtliche Szenen im Inneren der Roten Burg, der Kellerräume des Moka Efti, der Druckerei in Köpenick und der Hotelzimmer. Weitere Räume nutzte der Kostümfundus der Filmproduktion. Die Figuren Greta und „Fritz“ fahren in Folge 8 an die Havel nach Potsdam in den Park Sacrow und picknicken an der dortigen Heilandskirche. Das Atrium des Behrensbaus in Berlin-Oberschöneweide diente als Kulisse für das Sanatorium von Dr. Schmidt.
Statt die Regiearbeit zwischen den drei Regisseuren Tykwer, von Borries und Handloegten nach Folgen aufzuteilen, wurde mit drei Teams gedreht, die jeweils für einen Drehort zuständig waren. Damit entstand jede Folge der beiden ersten Staffeln in gemeinsamer Verantwortung der Regisseure. Dieses habe funktioniert, da sie auch alle Szenen des Drehbuchs gemeinsam verfasst hatten.
Für das Szenenbild zeichnet der bereits für unter anderem Das Parfum – Die Geschichte eines Mörders und Cloud Atlas prämierte Szenenbildner Uli Hanisch verantwortlich, darunter auch für rund 8000 Quadratmeter Außenkulissen in Babelsberg. Der britische Popsänger Bryan Ferry hat einen Auftritt als Nachtclubsänger.

#### Staffel 3
Die zwölf Folgen der dritten Staffel wurden von Ende 2018 bis Mitte 2019 gedreht und kamen im Oktober 2020 auf Das Erste zur Ausstrahlung.

#### Staffel 4
Die vierte Staffel wurde ab dem Frühjahr 2021 gedreht. Sie wurde im Oktober 2023 im Ersten ausgestrahlt.

### Titel
Während Kutschers Romanzyklus unter dem Namen der Hauptfigur Gereon Rath geführt wird, nimmt der Titel der Verfilmung Babylon Berlin Bezug auf die historische Stadt Babylon, als Hauptstadt Babyloniens eine der wichtigsten Städte des Altertums, sowie die biblische Allegorie der „Hure Babylon“. Laut Jens Balkenborg ist der Titel der Serie Programm: „Dieses Berlin ist ein Moloch; Sünde, Korruption und Gewalt lauern, wie im Mythos um die biblische Stadt, hinter jeder Ecke.“ Tatsächlich wurde das moderne Berlin in den ersten Jahrzehnten des 20. Jahrhunderts häufig mit der antiken Metropole verglichen. Der Einfluss reichte von der Architektur und der Ornamentik des Jugendstils bis zur Namensgebung des 1929 eröffneten Kinos Babylon.

### Filmmusik
Die von Johnny Klimek und Tom Tykwer für die Serie geschriebenen Orchesterstücke spielte das MDR-Sinfonieorchester unter der Leitung von Kristjan Järvi im Juli 2016 im Studio ein. Die Titel im Tanzpalast interpretierte das (zunächst für diesen Zweck gegründete) Moka Efti Orchestra.
Zu den ersten beiden Staffeln steuerte Severija das Lied Zu Asche, zu Staub als Titelsong bei, das nach einer Komposition von Nikko Weidemann, Mario Kamien und Tom Tykwer entstand. In der vierten Staffel übernahm diese Rolle Max Raabe als Emil Engel mit dem Lied Ein Tag wie Gold. Im Soundtrack dieser Staffel finden sich weitere Lieder von ihm. Auch steuerten Meute und LaBrassBanda weitere Lieder zum Soundtrack bei. Alle hatten zudem Gastauftritte in der Serie.

### Vor- und Abspann
Die von Saskia Marka entworfene Titelsequenz erinnert an die expressionistischen und dadaistischen Werke Walter Ruttmanns und Hans Richters. Im Abspann sind zudem hinter die Credits Ausschnitte aus Ruttmanns Lichtspiel Opus 2 gelegt.

## Veröffentlichungen
Die Serie feierte am 28. September 2017 Premiere mit einer exklusiven Aufführung im Theater am Schiffbauerdamm, einem der Drehorte. Die Ausstrahlung der ersten Staffel erfolgte zunächst beim Bezahlsender Sky wöchentlich vom 13. Oktober bis zum 3. November 2017, jeweils als Doppelfolge um 20:15 Uhr auf dem Kanal Sky 1; die Ausstrahlung der zweiten Staffel begann dort am 10. November 2017, wiederum wöchentlich als Doppelfolge. Seit dem 17. November 2017 standen alle Folgen der zweiten Staffel auf Sky Go online, sodass auch die Folgen 4–8 an diesem Tag Premiere hatten.
Ab dem 30. September 2018 war Babylon Berlin in Deutschland im Ersten, in der Schweiz auf SRF zwei und in Österreich in ORF eins zu sehen, wobei die Serie bereits vor der linearen Ausstrahlung in der ARD Mediathek abrufbar war. Babylon Berlin wurde in über 90 Länder verkauft. Die Ausstrahlungsrechte für die USA sicherte sich Netflix.
Am 16. Dezember 2019 hatte die dritte Staffel der Serie Weltpremiere im Berliner Zoo Palast. Ihre Ausstrahlung begann am 24. Januar 2020 um 20:15 Uhr, wiederum mit einer Doppelfolge, auf dem Kanal Sky 1. Die weiteren zehn der insgesamt zwölf Episoden dieser Staffel wurden an den darauf folgenden Freitagen ebenfalls in Doppelfolgen gesendet. Parallel dazu und nachfolgend stehen die einzelnen Folgen jeweils zum Abruf bei Sky bereit.
Die Serie wurde auch von HBO übernommen, wobei bei HBO die 1. und 2. Originalstaffel zusammen als 1. Staffel lief. Seit Anfang 2020 läuft auch die 3. Staffel, sowohl auf HBO als auch auf HBOGO, demzufolge nun als 2. Staffel.
Die vierte Staffel wird seit Oktober 2022 per Video-on-Demand von wow und Sky 1 ausgestrahlt. Das Erste begann mit der Ausstrahlung am 1. Oktober 2023.

## Besetzung, Rollen und historische Vorbilder

### Hauptrollen
| Schauspieler    | Rolle                    | Episoden | Staffel | Bemerkungen |
| --------------- | ------------------------ | -------- | ------- | --- |
| Volker Bruch    | Gereon Rath              | 1–       | 1–      | Kriminalkommissar, zunächst abgeordnet aus Köln, dann dauerhaft in Berlin, erst bei der „Sitte“, dann bei der Mordkommission von Ernst Gennat.                                                                    |
| Liv Lisa Fries  | Charlotte „Lotte“ Ritter | 1–       | 1–      | Zunächst Stenotypistin und Gelegenheitsprostituierte, schließlich Kriminalassistentin. |
| Peter Kurth     | Bruno Wolter             | 1–16     | 1–2     | Oberkommissar bei der „Sitte“ und Verschwörer der Schwarzen Reichswehr. Maßgeblich am Plan zum Sturz der Regierung und am geplanten Attentat auf Gustav Stresemann beteiligt.                                     |
| Matthias Brandt | August Benda             | 1–15     | 1–2     | Regierungsrat und Chef der „Politischen“. Wird durch eine Schreibtischbombe getötet. Die Figur des August Benda ist angelehnt an Bernhard Weiß, Jurist und Polizeivizepräsident während der Weimarer Republik.    |
| Leonie Benesch  | Greta Overbeck           | 4–28     | 1–3     | Freundin von Charlotte Ritter und Dienstmädchen im Hause Benda. Geliebte von „Fritz“. Wird aufgrund ihrer Beteiligung am Anschlag auf August Benda hingerichtet.                                                  |
| Lars Eidinger   | Alfred Nyssen            | 1–       | 1–      | Spross einer reichen Unternehmerdynastie, Teilnehmer der Verschwörer um die Schwarze Reichswehr, Liebhaber der Sorokina. Die Figur des Alfred Nyssen wurde dem Industriellen August Thyssen junior nachempfunden. |
| Benno Fürmann   | Günter Wendt             | 6–       | 1–      | Oberst a. D., Regierungsrat, Persönlicher Referent von Reichspräsident Paul von Hindenburg, Mitglied der Schwarzen Reichswehr, später Nachfolger von August Benda als Chef der Politischen Polizei.               |

### Nebenrollen
| Schauspieler              | Rolle                               | Episoden           | Staffel | Bemerkungen |
| ------------------------- | ----------------------------------- | ------------------ | ------- | --- |
| Severija Janušauskaitė    | Swetlana Sorokina/Nikoros           | 1–10, 13, 16       | 1–2     | Nachtclubsängerin im Moka Efti, gibt sich als Tochter der russischen Familie Sorokin aus, will Gold der Familie von Russland über Berlin nach Paris schmuggeln. Geliebte von Alfred Nyssen und Kardakow. |
| Christian Friedel         | Reinhold Gräf                       | 1–                 | 1–      | Kriminalassistent und Polizeifotograf |
| Ivan Shvedoff             | Alexej Kardakow                     | 1–6, 16            | 1–2     | Trotzkist und Liebhaber der Sorokina. Anführer der Roten Festung, der Widerstandsbewegung gegen Stalin. |
| Mišel Matičević           | Edgar Kasabian/„Der Armenier“       | 1–                 | 1–      | Berliner Unterweltgröße und Chef des Moka Efti. Wird von Kardakow am Sorokin-Schatz beteiligt. Hat in Staffel 3 eine große Geldsumme in die durch die Morde gefährdete Filmproduktion investiert. |
| Jens Harzer               | Dr. Anno Schmidt/Rath               | 1–                 | 1–      | Arzt, Therapeut, stellt sich als der totgeglaubte Bruder von Gereon heraus. Ehemann von Helga Rath, Vater von Moritz Rath. |
| Fritzi Haberlandt         | Elisabeth Behnke                    | 1–                 | 1–      | Zimmerwirtin der Wohnung, in der Kardakow, Katelbach und zunächst auch Gereon Rath wohnen. Sie ging mit Rath eine kurze Liaison ein. Später deckt sie Katelbach aktiv gegenüber der Polizei und den Nazis und übermittelt Informationen zwischen Rath, Katelbach und der freien Presse. |
| Karl Markovics            | Samuel Katelbach                    | 2–                 | 1–      | Freiberuflicher Schriftsteller und politischer Journalist aus Wien, hilft Rath bei seinen Recherchen. Sein Artikel über die heimliche Wiederaufrüstung der deutschen Luftwaffe bringt ihn in Lebensgefahr. – Die Figur zeigt Parallelen zu Carl von Ossietzky, der für seinen Artikel Windiges aus der deutschen Luftfahrt in seiner Wochenzeitschrift Die Weltbühne 1931 wegen Verrat militärischer Geheimnisse verurteilt wurde („Weltbühne-Prozess“). |
| Jeanette Hain             | Irmgard Benda                       | 6–8, 10, 27        | 1–      | Ehefrau von Regierungsrat August Benda |
| Ernst Stötzner            | Generalmajor Wilhelm Seegers        | 1–                 | 1–      | Ehemaliger Soldat und Mitglied der Schwarzen Reichswehr. Kopf der Verschwörer und wesentlich am Plan zum Sturz der Regierung beteiligt. Offenbar angelehnt an die reale Person Generaloberst von Seeckt. |
| Joachim Paul Assböck      | Major Anton von Beck                | 1–                 | 1–2     | Soldat und Mitglied der Schwarzen Reichswehr. |
| Thomas Thieme             | Karl Zörgiebel                      | 3–                 | 1–      | Polizeipräsident von Berlin, ordnet das brutale Vorgehen der Polizei beim Blutmai an. Wird am Ende der 3. Staffel von Oberst Wendt zum Rücktritt gezwungen. |
| Jördis Triebel            | Dr. Völcker                         | 3–                 | 1–      | Armenärztin und Kommunistin. Wortführerin der Maidemonstrationen der KPD. Nach der Niederschlagung der Arbeiterproteste als Aufrührerin im Frauengefängnis, in dem auch Greta Overbeck einsitzt. |
| Anton von Lucke           | Stephan Jänicke                     | 1–10               | 1–2     | Kriminalassistent, war von August Benda auf Bruno Wolter angesetzt, wird von diesem erschossen. |
| Denis Burgaslijew         | Trochin                             | 2–                 | 1–      | Sowjetischer Diplomat und Botschafter in Berlin. Er versucht, die Pläne der Trotzkisten zu verhindern, Stalin mithilfe des Sorokin-Goldes zu stürzen. |
| Dmitri Alexandrov         | Grigori Selenskij                   | 2–                 | 1–      | Russischer Diplomat und Handlanger von Botschafter Trochin. Wird von diesem beauftragt, Kardakow und seine Mitstreiter zu töten. |
| Waléra Kanischtscheff     | Michail Fallin                      | 2–                 | 1–      | Russischer Diplomat und Handlanger von Botschafter Trochin. Wird von diesem beauftragt, Kardakow und seine Mitstreiter zu töten. |
| Oleg Tikhomirov           | Boris Wolkow                        | 1–6                | 1       | Trotzkist, wird von Trochins Männern getötet. |
| Hannah Herzsprung         | Helga Rath                          | 8–                 | 1–      | Geliebte von Gereon und Witwe von Anno Rath, bis sich herausstellt, dass dieser noch lebt. Kommt gemeinsam mit Sohn Moritz nach Berlin, nachdem ihr Mann für tot erklärt wurde, um das geheime Verhältnis mit Gereon offiziell werden zu lassen, wendet sich dann aber enttäuscht von ihm ab und geht ein Verhältnis mit Alfred Nyssen ein. |
| Ivo Pietzcker             | Moritz Rath                         | 8–                 | 1–      | Sohn von Helga und Anno Rath, zieht mit Helga nach Berlin zu Gereon. Hat zu seiner Mutter und zu seinem Onkel und Ersatzvater Gereon ein gespanntes Verhältnis. Schließt sich 14-jährig in Staffel 3 der Hitlerjugend an, deren Ideale ihn faszinieren. In Staffel 4 ist er in der SA unter Walther Stennes engagiert. |
| Hanns Zischler            | Engelbert Rath                      | 1, 5, 8, 11        | 1–2     | Vater von Anno und Gereon Rath |
| Rüdiger Klink             | Paul Czerwinski                     | 1–                 | 1–      | Mitarbeiter in der Mordkommission bei Gereon Rath |
| Thorsten Merten           | Alfons Henning                      | 1–                 | 1–      | Mitarbeiter in der Mordkommission bei Gereon Rath |
| Jacob Matschenz           | „Fritz Höckert“ / Richard Pechtmann | 5–24               | 1–3     | Geliebter von Greta. Zunächst vermeintlicher Kommunist, wird zum Schein erschossen, um Greta gegen Benda aufzubringen, entpuppt sich dann als Nationalsozialist. Wird von Günther Wendt erschossen, als er Schweigegeld zu erhandeln versucht. |
| Julius Feldmeier          | „Otto Wollenbach“ / Horst Kessler   | 6–26               | 1–3     | Weggefährte von Richard. Vermeintlicher Kommunist, entpuppt sich als Nationalsozialist. Wird vom Zuhälter „Ali“ erschossen und dadurch zum Nazi-Märtyrer. Rolle angelehnt an Horst Wessel. |
| Henning Peker             | Franz Krajewski                     | 1–8                | 1       | Ehemaliger Polizist und traumatisierter Kriegsveteran. Wird zeitweise Wolters und Raths Informant. Rath übergibt ihm zum Dank Geld aus dem Tresor des Armeniers mit dem Ratschlag die Stadt zu verlassen. |
| Marc Hosemann             | Johann König                        | 1–2                | 1       | Fotograf, stellt illegale Pornografie her. Erschießt sich auf Geheiß des „Heiligen Josef“ während einer Befragung mit Raths Dienstwaffe. |
| Pit Bukowski              | Erich                               | 1–                 | 1–      | Schwager von Charlotte Ritter, tyrannisches De-facto-Familienoberhaupt |
| Hildegard Schroedter      | Wilhelmina „Minna“ Ritter           | 1–3, 9–10          | 1–2     | Mutter von Charlotte Ritter |
| Laura Kiehne              | Ilse Ritter                         | 1–                 | 1–      | Ältere Schwester von Charlotte Ritter, leidet an Makuladegeneration und Grünem Star. Charlotte finanziert ihr durch sexuelle Dienstleistungen die notwendige (jedoch erfolglose) Behandlung. |
| Irene Böhm                | Antonie „Toni“ Ritter               | 1–                 | 1–      | Jüngere Schwester von Charlotte Ritter, lebt ab Ende Staffel 3 auf der Straße, in Staffel 4 wichtige Zeugin eines Polizeimordes |
| Lilli Fichtner            | Doris                               | 1–                 | 1–      | Freundin von Charlotte, arbeitet als Aushilfe bei der Polizei. |
| Marie Gruber              | Emma „Emmi“ Wolter                  | 3–14               | 1–2     | Ehefrau von Bruno Wolter, depressiv und alkoholkrank |
| Sebastian Urzendowsky     | Max „Reinstecke“ Fuchs              | 3–                 | 1–      | Angestellter bei der Bahn, Handlanger des „Armeniers“ |
| Udo Samel                 | Ernst „Buddha“ Gennat               | 9–                 | 2–      | Chef der Mordkommission, ab Staffel 3 Dienstvorgesetzter von Gereon Rath |
| Luc Feit                  | Leopold Ullrich                     | 9, 12, 17–28       | 2–3     | Leiter des Erkennungsdienstes am Berliner Polizeipräsidium, arbeitet sehr pingelig und gewissenhaft, wird in Staffel 3 aus gekränkter Eitelkeit zum Mörder. |
| Godehard Giese            | Wilhelm Böhm                        | 4–                 | 1–      | Kriminaloberkommissar in der Mordkommission, sieht sich in Konkurrenz zu Rath und später verstärkt zu Charlotte Ritter, da er als Erzkonservativer von berufstätigen Frauen ohnehin nichts hält. |
| Waldemar Kobus            | Joseph Döhmann                      | 2–                 | 1–      | aus Köln stammender Inhaber der Severin-Apotheke, versorgt Rath regelmäßig mit Morphium. |
| Johann Jürgens            | Rudi Malzig                         | 2–34               | 1–4     | Medizinstudent, Bekannter von Stephan Jänicke, kurze Affäre von Charlotte Ritter |
| Frank Künster             | Josef Wilczek/„Heiliger Josef“      | 1–11               | 1–2     | Priester, Handlanger des „Armeniers“. Wird von Gereon Rath erschossen. |
| Holger Handtke            | Georg Wegener                       | 2–27               | 1–      | Anwalt der Familie Nyssen, in Staffel 4 auch Gegenspieler, als er den „Blauen Rothschild“ unterschlägt. |
| Marie Anne Fliegel        | Annemarie Nyssen                    | 1–38               | 1–4     | Mutter von Alfred Nyssen und kluge Geschäftsführerin des Nyssen-Konzerns. Hält ihren in ihren Augen nichtsnutzigen Sohn aus Entscheidungspositionen heraus und wird von ihm hintergangen. Verschwindet nach Entführung durch Abe Goldstein, der sie langsam sterben lassen wollte. Ihre Figur ist an die historische Bertha Krupp angelehnt. |
| Florian Panzner           | Major Willy Scheer                  | 3–14               | 1       | Mitglied der Schwarzen Reichswehr, wird als Mitwisser des geplanten Attentats auf die Außenminister Stresemann und Briand von Wolter erschossen. |
| Detlef Bierstedt          | Gustav Böß                          | 5, 13–14           | 1–2     | Oberbürgermeister von Berlin |
| Günter Lamprecht          | Paul von Hindenburg                 | 14                 | 2       | Reichspräsident, sorgt für die Freilassung der Verschwörer der Schwarzen Reichswehr. |
| Werner Wölbern            | Gustav Stresemann                   | 11–28              | 2–3     | Reichsminister des Auswärtigen, auf den am Prangertag bei einem Besuch der Dreigroschenoper im Theater am Schiffbauerdamm ein Attentat verübt werden soll. |
| Rolf Kanies               | Aristide Briand                     | 13–14              | 2       | Französischer Außenminister, der am Prangertag zusammen mit Gustav Stresemann das Theater am Schiffbauerdamm besucht. |
| Hendrik Heutmann          | Sebald                              | 1–                 | 1–      | Assistent von Benda, später Leiter der Internen Revision. |
| Anton Rattinger           | Dr. Joseph Schwarz                  | 4–                 | 1–      | Gerichtsmediziner an der Charité |
| Tim Fischer               | Ilja Tretschkow                     | 1–5, 20            | 1, 3    | Nachtclubsänger und Informant von Rath und Wolter |
| Le Pustra                 | Edwina Morell                       | 8                  | 3, 4    | Besitzerin des Nachtclubs Luxor |
| Natalia Mateo             | Betty Winter                        | 17, 28             | 3       | Schauspielerin, die während des Drehs ermordet wird. Ehefrau von Tristan Rot. Gereon Rath untersucht ihren Tod. |
| Franciska Friede          | Gisela                              | 19, 27             | 3       | Kostüm-Assistentin |
| Saskia Rosendahl          | Marie-Louise Seegers                | 21–                | 3–      | Tochter von Generalmajor Seegers, Studentin der Rechtswissenschaften und aktive Kommunistin, arbeitet bei Rechtsanwalt Litten. Rolle angelehnt an Marie Luise von Hammerstein |
| Meret Becker              | Esther Kasabian                     | 17–                | 3–      | Ehefrau des „Armeniers“, Sängerin und Filmschauspielerin, Künstlername „Esther Korda“ |
| Ronald Zehrfeld           | Walter Weintraub                    | 17–                | 3–      | Vertrauter und Geschäftspartner des „Armeniers“. Gilt zunächst als Hauptverdächtiger für die Morde in Staffel 3. Überlebt einen ersten Mordanschlag vom „Armenier“, wird beim Treffen der Ringvereine erschossen. |
| Martin Wuttke             | Gustav Heymann                      | 19–                | 3       | Chefredakteur der Tageszeitung Tempo. Historisch deren Chefredakteur Gustav Kauder sowie Stefan Heymann, Redakteur der Roten Fahne, nachempfunden, evtl. auch der Person Theodor Wolff. |
| Nina Gummich              | Erna Heinrich                       | 21–                | 3       | Prostituierte und Geliebte von Horst. Rolle angelehnt an Erna Jaenichen. |
| Trystan Pütter            | Hans Litten                         | 21–                | 3–      | Rechtsanwalt der „Roten Hilfe“, versucht unter anderem Gretas Exekution im letzten Moment zu verhindern und vertritt die Angeklagten Heymann und Katelbach im Strafprozess wegen des Verrats von Militärgeheimnissen. Die Figur beruht auf Hans Achim Litten, der als „Anwalt des Proletariats“ und Gegner des NS-Regimes bekannt war; 1938 im KZ Dachau in den Tod getrieben.                                                                           |
| Caro Cult                 | Vera Lohmann                        | 17-24              | 3       | Tänzerin/Schauspielerin; Freundin von Charlotte Ritter; Gespielin von Walter Weintraub, wird ermordet |
| Sabin Tambrea             | Tristan Rot (Herbert Plumpe)        | 17–                | 3       | Ehemann von Betty Winter; exzentrischer Schauspieler und Okkultist |
| Bernhard Schütz           | Jo Bellmann                         | 17–                | 3       | Filmregisseur in Babelsberg |
| Peter Jordan              | Fred Jacoby                         | 17–                | 3       | Journalist bei der Tageszeitung Tempo. Geliebter von Reinhold Gräf. |
| Hanno Koffler             | Walther Stennes                     | 17–                | 3       | Mitglied der Schwarzen Reichswehr, später Nationalsozialist und gewaltbereiter Anführer der Berliner SA, wo er sich der mäßigenden Parteiführung offen widersetzt. |
| David Bunners             | Heinrich Brüning                    | 22–23, 29, 40      | 3–4     | Reichskanzler von 1930 bis 1932 |
| Fritz Roth                | Uhl                                 | 18, 20, 27, 33, 39 | 3       | Mitarbeiter im Polizeilichen Zentralarchiv |
| Gerdy Zint                | Ali Köhler                          | 23–                | 3       | Zuhälter von Erna. Rolle angelehnt an Albrecht Höhler. |
| Gloria Endres de Oliveira | Tilly Brooks                        | 8, 17–27           | 1, 3    | Schauspielerin, bekommt nach deren Tod die Rolle von Betty Winter und wird ebenfalls ermordet. |
| Friedrich Küppersbusch    | Richter                             |                    | 3       | Richter im Mordfall Benda |
| Thimo Meitner             | Kaspar Weishaupt                    |                    | 3       | Assistent von Leopold Ullrich |
| Jenny Schily              | Rosa Helfers                        |                    | 3–4     | Direktorin des Frauengefängnisses Barnimstraße, SPD-Abgeordnete, arbeitet bei der Fürsorge. |
| Hans-Martin Stier         | Albert Grzesinski                   |                    | 4       | Polizeipräsident, Nachfolger von Karl Zörgiebel |
| Christoph Azone           | Sportreporter                       | 32, 40             | 4       | Rundfunkreporter, Sportreporter, kommentiert fürs Radio zwei Boxkämpfe. |
| Mark Ivanir               | Abraham »Abe« Goldstein             | 1–                 | 4       | Aus Berlin in die USA emigrierter jüdischer Gangster, kommt in Staffel 4 nach Berlin, um den „Blauen Rothschild“ zu holen, der Eigentum seiner Familie war. |
| Moisej Bazijan            | Jakob Grün                          | 1–                 | 4       | jüdischer Schmuck-/Goldwarenhändler in Berlin, Goldsteins Informant |
| Hannes Wegener            | Johann Wilhelm Trollmann            |                    | 4       | Boxer |
| Lenn Kudrjawizki          | Oscar Kulanin                       |                    | 4       | Spion |
| Barbara Philipp           | Elisabeth Krüger/„Eisen-Else“       |                    | 4       | Anführerin einer kriminellen Ringbande in Berlin |
| Nicolas Wolf              | Wolf-Heinrich von Helldorff         |                    | 4       | SA-Mann in Berlin Anfang 1930er, späterer Polizeipräsident nach Hitlers Machtergreifung ab 1935 |
| Joachim Meyerhoff         | Dr. Ferdinand Voss                  |                    | 4       | Richter in Berlin, Vorsitzender der „Weißen Hand“ |
| Wiebke Puls               | Helene Voss                         |                    | 4       | Ehefrau von Ferdinand Voss, leitet die Kinderverwahranstalt „Haus Sonnenborn“ |
| Ronald Kukulies           | Oberwachtmeister Erwin Kuschke      |                    | 4       | Schupo, Mörder von Benno, Scharfrichter der „Weißen Hand“ |
| Thomas Arnold             | Oberwachtmeister Helmut Naumann     |                    | 4       | Schupo, wird in Notwehr von Moritz erstochen, als er seinerseits Toni Ritter erschießen will. |
| Wolfgang Pregler          | Dr. Anselm Gregorius                |                    | 4       | Kurschatten von Elisabeth Behnke |
| Roberto Thoenelt          | Robert Fitzek/„Ratten-Robert“       | 29, 35             | 4       | Anführer einer Bande, der dafür bekannt ist, seine Opfer mit Ratten zu entsorgen. |

## Episodenliste
Bislang wurden vier Staffeln ausgestrahlt. Während Staffel eins und zwei je acht Folgen umfassen und im selben Jahr (2017) ausgestrahlt wurden, verfügen Staffel drei (2020) und Staffel vier (2022) über je zwölf Episoden.

## Unterschiede zur Romanvorlage

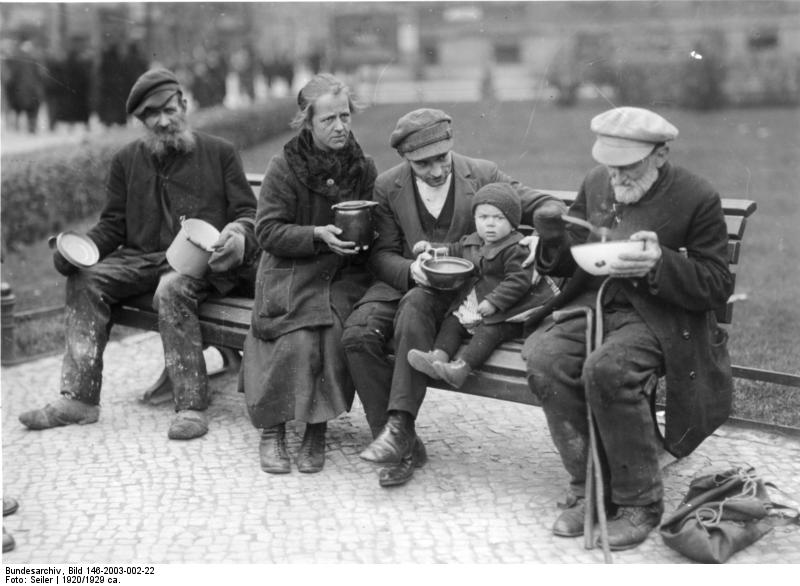
Berlin in den 1920er Jahren: Drei Männer und eine Frau mit Kind, auf einer Parkbank sitzend beim Essen.

Die Handlung der ersten beiden Staffeln der Serie weicht in einigen Punkten von Der nasse Fisch ab, die beiden späteren Staffeln lösen sich noch stärker von den jeweiligen Romanvorlagen. Volker Kutscher hat den Drehbuchautoren ausdrücklich sämtliche kreative Freiheiten gelassen. Er habe seine Figuren wiedererkannt, obwohl er sie anders angelegt habe, so Kutscher in einem Interview mit der FAZ. Rath habe er „im Buch ganz bewusst nur grob skizziert“, damit „jeder Leser sich seinen eigenen Gereon vorstellt.“ Volker Bruchs Spiel zeige „Rath als einen Mann, der nicht genau weiß, was er will“, das passe zur Figur des Romans. Es sei ihm klar gewesen, so Kutscher, „dass die Adaption keine Eins-zu-eins-Abbildung der Figuren sein würde.“
So ist Gereon Rath in Babylon Berlin Kriegsveteran, morphinsüchtig und leidet an einer posttraumatischen Belastungsstörung, während im Roman nur sein älterer Bruder Anno am Ersten Weltkrieg als Frontsoldat teilgenommen hat, während Gereon zum Zeitpunkt des Kriegsendes noch in der Grundausbildung war. Am umfangreichsten wurde für die Serie jedoch die Figur der Charlotte Ritter umgeschrieben. Im Buch und Serie überschneiden sich im Grunde nur ihr Name, ihre Anstellung als Stenotypistin und ihr Ziel, in den Polizeidienst zu wechseln.
In der Serie stammt Ritter aus ärmlichen, dysfunktionalen Familienverhältnissen und verdient sich nebenbei auch als Gelegenheitsprostituierte Geld, wohingegen sie in Der nasse Fisch aus einer bürgerlichen Familie kommt und ihr Jurastudium als Stenotypistin bei der Mordkommission finanziert. Selbst ihr Spitzname unterscheidet sich: „Charly“ im Buch, „Lotte“ in der Serie. Einige Figuren tauchen nur in der Serie auf, wie Raths Schwägerin Helga und ihr Sohn, Außenminister Stresemann oder der Armenier. Letzterer basiert allerdings teilweise auf der im Buch wichtigen Figur Johann Marlow („Dr. M.“), dem Drahtzieher des Ringvereins „Berolina“. Zudem nehmen einige Personen in der Verfilmung einen anderen Weg. Bruno Wolter erpresst im Buch Charlotte Ritter nicht zum Sex. Anders als in der Serie stirbt er am Ende nicht durch eine Gasexplosion, sondern im Nachhinein an den Folgen einer schweren Verätzung. Charlotte Ritters Mutter stirbt im Roman nicht an den Folgen einer Syphilis, sondern lebt auch noch in späteren Bänden als glühende Verehrerin der Nazis. Andere Figuren wurden für die Serie deutlich ausgeweitet: Im Buch beschränken sich die Rollen von Alexej Kardakow und Swetlana Sorokina als mysteriöse Fixpunkte in einem Netz aus Intrigen, dem Rath versucht auf den Grund zu gehen, und treten gar nicht (Kardakow) bzw. erst in späteren Bänden der Reihe (Sorokina) aktiv in Erscheinung. In der Serie hingegen sind beide Hauptakteure eines komplexen Nebenhandlungsstrangs, der die Buchvorlage deutlich erweitert.

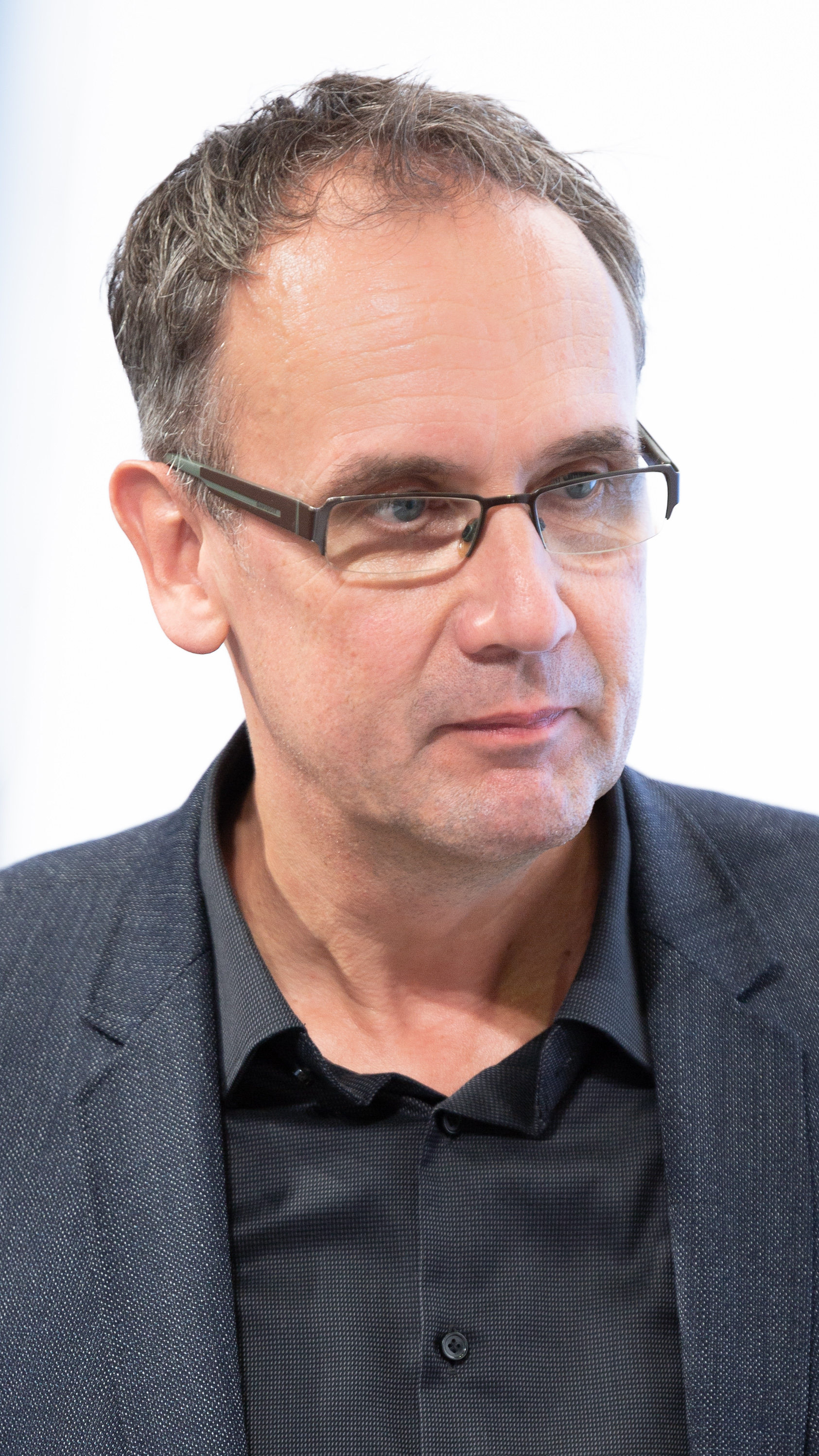
Volker Kutscher (2018) auf der Frankfurter Buchmesse.

Am Ende allerdings, so Kutscher weiter, seien die Regisseure dem Kern des Romans treu geblieben, es sei seine Geschichte geblieben, aber es sei noch viel hinzugekommen. So werden Ereignisse im Roman nicht erwähnt, wie die Erpressung Konrad Adenauers mit kompromittierenden pornografischen Fotos (dies kommt im zweiten Roman vor, aber nicht wegen kompromittierender Fotos, sondern wegen Insiderhandels), der Erkundungsflug zum geheimen deutschen Luftwaffenstützpunkt und die illegalen Giftgastransporte sowie der Sklarek-Skandal. Dieser wird erst im dritten Band Goldstein als zurückliegendes Ereignis genannt.
In Bezug auf die Verfilmung seiner Romanvorlage als Fernsehserie erklärte Volker Kutscher im November 2020 in der TV-Literatursendung Druckfrisch im Interview mit dem Moderator Denis Scheck: „Die Bilder, die da auf einen einströmen – das Gute ist, dass die sich nicht vermischen mit den Bildern, die ich im Kopf habe, mit meinen Fantasiebildern. Die Figuren sind ein bisschen anders angelegt, auch rein optisch. Der Gereon Rath sieht ein bisschen anders aus als Volker Bruch. Es ist einfach eine andere Welt […] Ich glaube, 2004 habe ich die ersten Sätze zu Papier gebracht, das heißt, die Figuren begleiten mich schon sehr, sehr lange.“

## Rezeption

### Einschaltquoten zu Staffel 1
Die erste Doppelfolge hatte am 13. Oktober 2017 insgesamt 169.000 Zuschauer bei Sky 1, non-linear kamen weitere 76.000 Zuschauer hinzu. In den ersten sechs Tagen schafften es die beiden ersten Episoden auf insgesamt 1,19 Millionen Zuschauer, was „den zweiterfolgreichsten Serienstart auf einem Sky-Sender“ bedeutet.
Die Erstausstrahlung der ersten drei Episoden im frei empfangbaren Fernsehen am 30. September 2018 im Ersten wurde in Deutschland von 7,83 Millionen Zuschauern gesehen und erreichte einen Marktanteil von 24,5 %, davon 2,28 Millionen (21,2 % Marktanteil) in der Gruppe der 14- bis 49-Jährigen. Die Folgen 4–6 erreichten am 4. Oktober 2018 noch 18,2 % Marktanteil bei 5,27 Millionen Zuschauern. Die Folgen 7 und 8 erzielten am 11. Oktober 2018 14,7 % Marktanteil bei 4,38 Millionen Zuschauer im Ersten. 10,8 % Marktanteil mit 1,03 Millionen Zuschauern wurden in der Gruppe der 14- bis 49-Jährigen erreicht.

### Kritiken zu Staffel 1
Christian Buß von Spiegel Online zeigt sich nach der Premiere in mehrerlei Hinsicht begeistert: „Babylon Berlin schnurrt als Verschwörungsszenario ab wie die besten US-Serien – und steht doch voll in der Tradition eines urdeutschen Angstkinos.“ Das „effizient ausgeleuchtete“ Setting, das mehr auf die Wirkung „psychologischer Stimmigkeit“ als auf „historische Akkuratesse“ achtet, erinnert ihn an die großen Dämonen und Doktoren der frühen deutschen Filmkunst: „Caligari! Nosferatu!! Mabuse!!!“. Subtil, aber präsent sind für Christian Buß die Parallelen zwischen der Filmhandlung in den 1920er Jahren in Berlin und der heutigen Zeit. Er fasst es zusammen mit dem Satz: „Hier hat die Macht, wer die Angst beherrscht.“
David Denk von der Süddeutschen Zeitung kritisiert: „Denn so bildgewaltig die Serie ist, so schwer fällt es ihr, die Zuschauer wirklich zu berühren. […] Es wimmelt von großartigen Schauspielern mit überzeugenden Auftritten […], und trotzdem mangelt es rätselhafterweise an Identifikationsfiguren, für deren Schicksal man echte Empathie entwickeln würde. So gern man den Schauspielern zusieht – Babylon Berlin löst keinen Sog aus. […] Die Serie spielt in einer Zeit, der wir uns auch knapp hundert Jahre später nah fühlen, vermag es aber nicht, diese Offenheit und Neugier in echte Begeisterung für ihre Geschichte zu verwandeln.“
Axel Schmitt von Serienjunkies.de ist in seiner Rezension zu den beiden Auftaktepisoden vorsichtig optimistisch: „Die mit hohen Erwartungen beladene deutsche historische Dramaserie Babylon Berlin besticht in ihren beiden Auftaktepisoden mit einer makellosen visuellen Umsetzung und starken Darstellern. Die Geschichte lässt indes nur erahnen, wo es hingehen könnte.“
Der Historiker Thomas Weber sagte in einem Interview mit dem The Wall Street Journal am 28. Januar 2018: „Aus historischer Sicht stellt die Serie sehr genau dar, wie die Weimarer Republik sowohl von Kommunisten als auch von Deutschnationalen angegriffen wurde.“

## Auszeichnungen
2018: Bambi

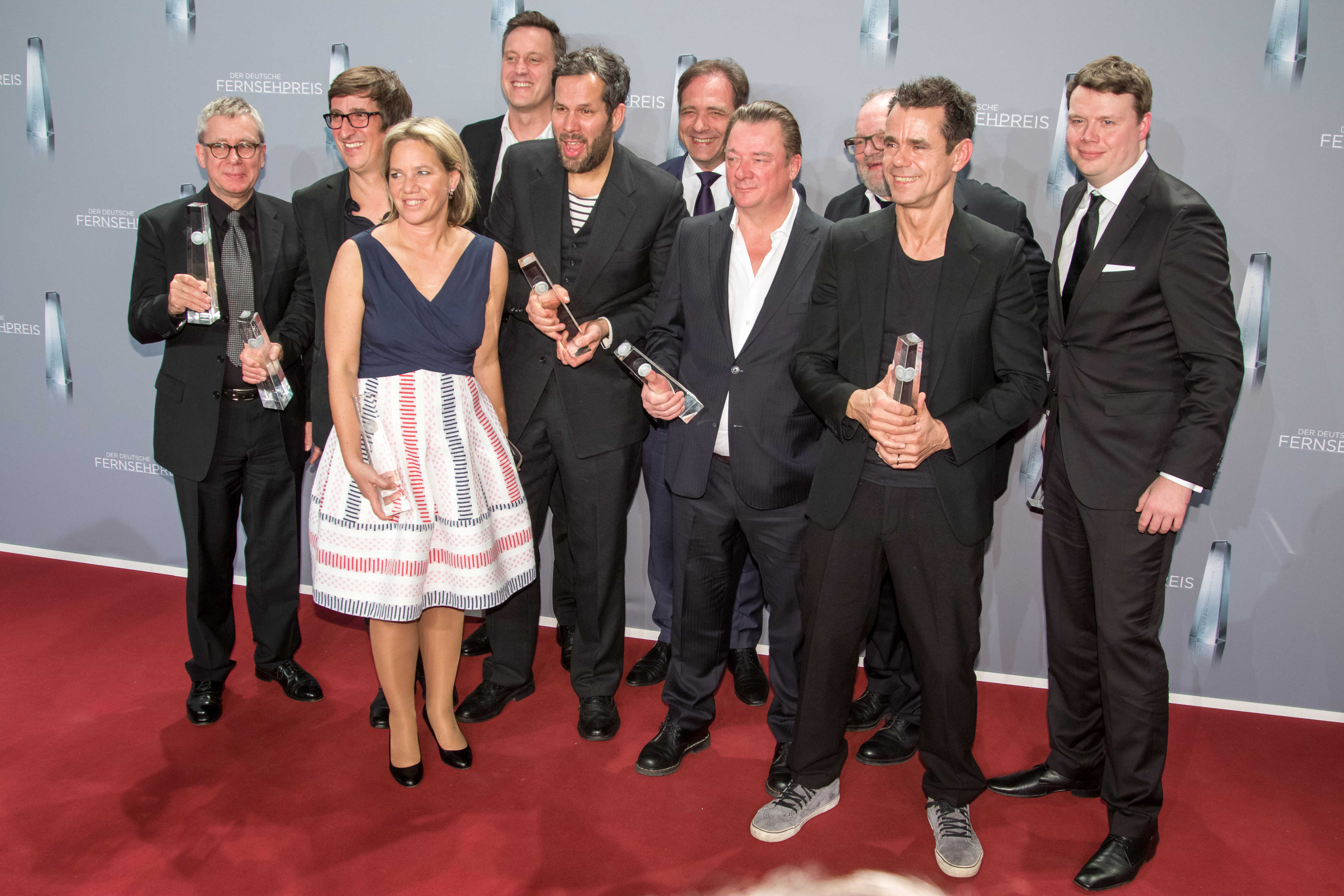
Schauspieler und Mitglieder des Produktionsteams bei der Verleihung des Deutschen Fernsehpreises

- in der Kategorie: Beste Serie des Jahres

2018: Deutscher Fernsehpreis
- in der Kategorie Beste Drama-Serie
- in der Kategorie Beste Kamera für Frank Griebe, Bernd Fischer und Philipp Haberlandt
- in der Kategorie Beste Musik für Johnny Klimek und Tom Tykwer
- in der Kategorie Beste Ausstattung für Pierre-Yves Gayraud (Kostümbild) und Uli Hanisch (Szenenbild)

2018: Goldene Kamera
- in der Kategorie Bester deutscher Schauspieler für Volker Bruch

2018: Grimme-Preis
- Henk Handloegten (Buch/Regie)
- Tom Tykwer (Buch/Regie/Filmmusik)
- Achim von Borries (Buch/Regie)
- Alexander Berner (Montage)
- Claus Wehlisch (Montage)
- Antje Zynga (Montage)
- Uli Hanisch (Szenenbild)
- Pierre-Yves Gayraud (Kostüm)
- Johnny Klimek (Filmmusik)
- Mario Kamien (Szenenmusik)
- Nikko Weidemann (Szenenmusik)
- Liv Lisa Fries (Darstellung)
- Volker Bruch (Darstellung)
- Peter Kurth (Darstellung)

2018: Romy – TV-Event des Jahres

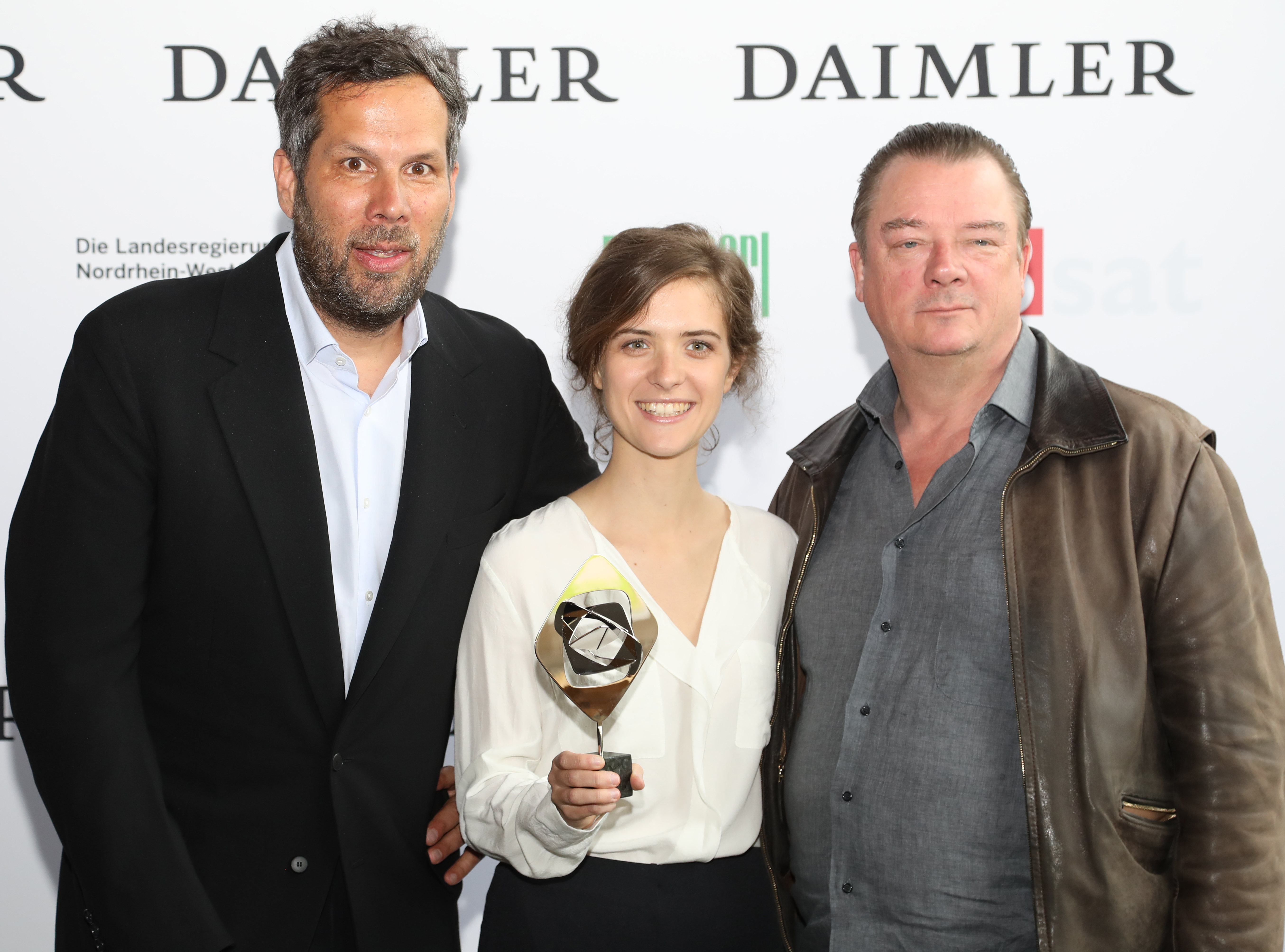
V. l. n. r.: Achim von Borries, Liv Lisa Fries und Peter Kurth bei der Grimme-Preis-Verleihung 2018

2018: Bayerischer Fernsehpreis (Sonderpreis)
2018: Rose d’Or – Nominierung in der Kategorie Serie
2018: Magnolia Award des Shanghai TV Festivals in der Kategorie Best Foreign TV Series/Serial
2018: Seoul International Drama Awards – Daesang (Hauptpreis)
2018: Deutscher Schauspielpreis für Leonie Benesch in der Kategorie Schauspielerin in einer Nebenrolle
2018: Deutsche Akademie für Fernsehen
- Auszeichnung in der Kategorie Kostümbild für Pierre-Yves Gayraud
- Auszeichnung in der Kategorie Maskenbild für Heiko Schmidt, Kerstin Gaecklein und Roman Braunhofer (Special Effects Maske)
- Auszeichnung in der Kategorie Musik für Tom Tykwer und Johnny Klimek
- Auszeichnung in der Kategorie Stunt für Daniela Stein
- Auszeichnung in der Kategorie VFX/Animation für Robert Pinnow

2019: South by Southwest (SXSW)
- Nominierung für den SXSW Film Design Award – Excellence in Title Design für Saskia Marka (Titeldesign)

2019: Europäischer Filmpreis
- Auszeichnung in der neu eingeführten Kategorie Beste europäische Serie für Achim von Borries, Henk Handloegten und Tom Tykwer[99]

2020: Rose d’Or
- Auszeichnung in der Kategorie Drama[100]

2023: Deutsches Fernsehkrimi-Festival
- Auszeichnung als Krimiserie des Jahres (Staffel 4)[101]

2023: Deutscher Schauspielpreis für Liv Lisa Fries in der Kategorie Dramatische Hauptrolle
2023: Deutsche Akademie für Fernsehen
- Auszeichnung in der Kategorie Stunt für Daniela Stein, Ulrik Bruchholz und Billy Buff
- Auszeichnung in der Kategorie Tongestaltung für Frank Kruse, Alexander Buck, Matthias Lempert, Klaus Peter Schmitt, Bernhard Joest, Stefan Soltau und Benjamin Hörbe[103]

## Trivia
Die Dampflok in der ersten Staffel ist eine 52 8168-8, eine Dampflokomotive der Baureihe 52 für den mittelschweren Güterzugdienst. Dies ist insofern bemerkenswert, als die erste Staffel im Jahr 1929 spielt, die Baureihe 52 erst ab 1942 gebaut wurde.

## Verweise
- Babylon Berlin – Drehorte bei rbb24
- Babylon Berlin  bei crew united
- Babylon Berlin bei IMDb